# JR (artiste)
Pour les articles homonymes, voir JR.
 (avril 2025).
Motif : De nombreuses sections ne sont pas conformes aux conventions et habitudes, notamment en termes de présentation. L'article contient également des doublons ou des dispersions de contenus (ex : les récompenses/distinctions, qui devraient être regroupées dans une seule et même section).
JR, né à Paris le 22 février 1983, est un artiste contemporain, photographe et réalisateur français. 
Grâce à la technique du collage photographique, il expose librement dans l'espace public dans le monde.

## Biographie
JR, né à Paris le 22 février 1983, grandit à Montfermeil. Il passe beaucoup de temps sur les marchés : ses parents ont un stand aux puces de Clignancourt. Il s'installe à Belleville chez des cousins pour étudier au lycée Stanislas avant de commencer sa carrière dans le graffiti à l'adolescence.
Son pseudonyme représente les initiales de son nom. Il déclare que sa religion est le zoroastrisme, ironiquement pour souligner son attachement au multiculturalisme. JR se définit comme un « artiviste urbain ».
Après avoir été exposées dans les villes mêmes dont sont originaires les sujets de JR, les images voyagent de New York à Berlin, d'Amsterdam à Paris,. Il est représenté par le galeriste Emmanuel Perrotin en France (rue de Turenne, à Paris), à Hong Kong et New York, par Magda Danysz en Chine et par Simon Studer Art en Suisse. 
Lors de certaines expositions, il offre aux visiteurs leur portrait en poster grâce à une cabine photographique géante. Il emploie une quinzaine de personnes et partage son temps de travail entre un studio à Paris et un autre à New York. Il est très actif sur les réseaux sociaux, notamment Facebook et Instagram.

## Carrière

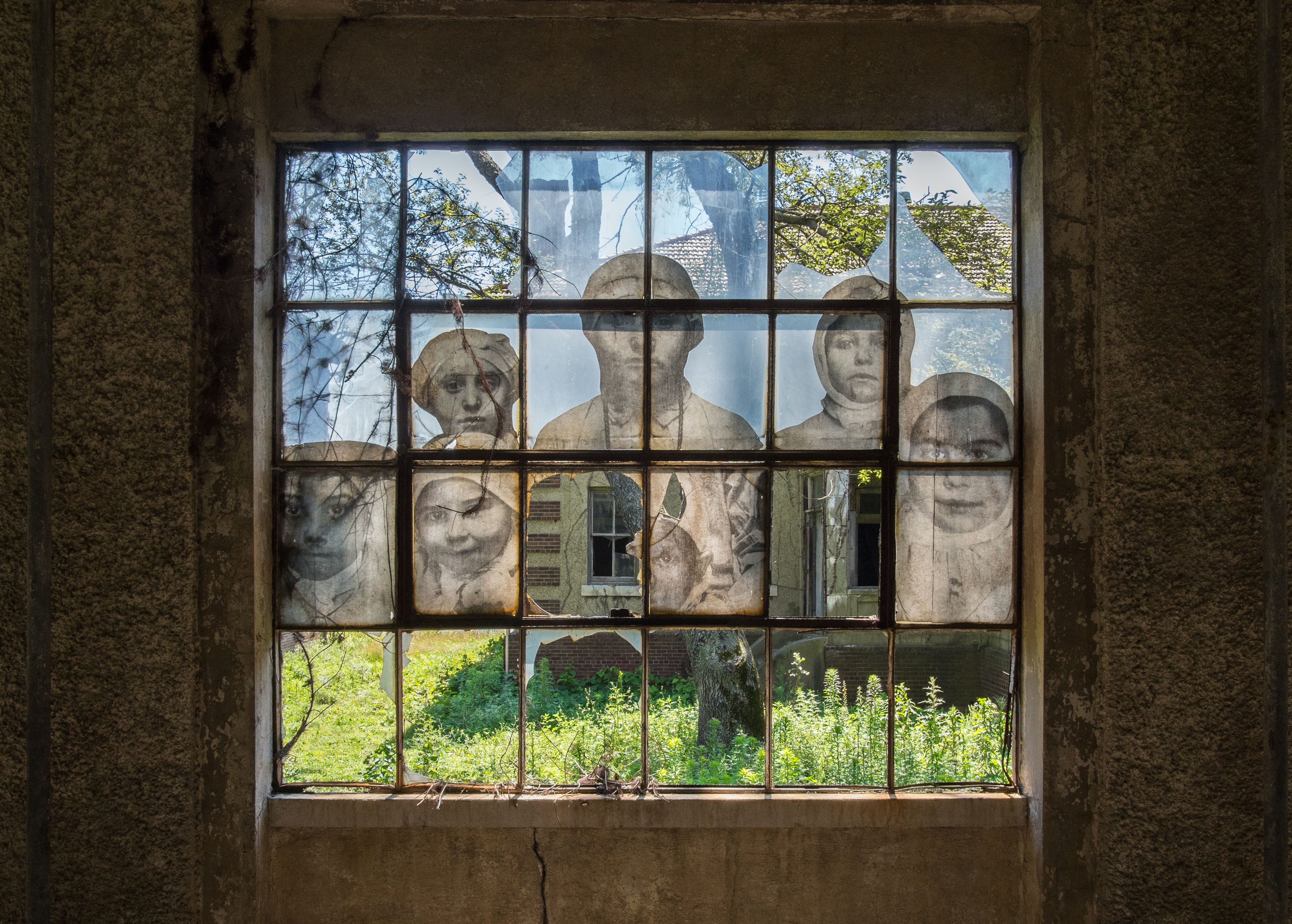
Collage d'une photo de migrants prise au début du XXe siècle à Ellis Island, réalisé par JR en 2014.

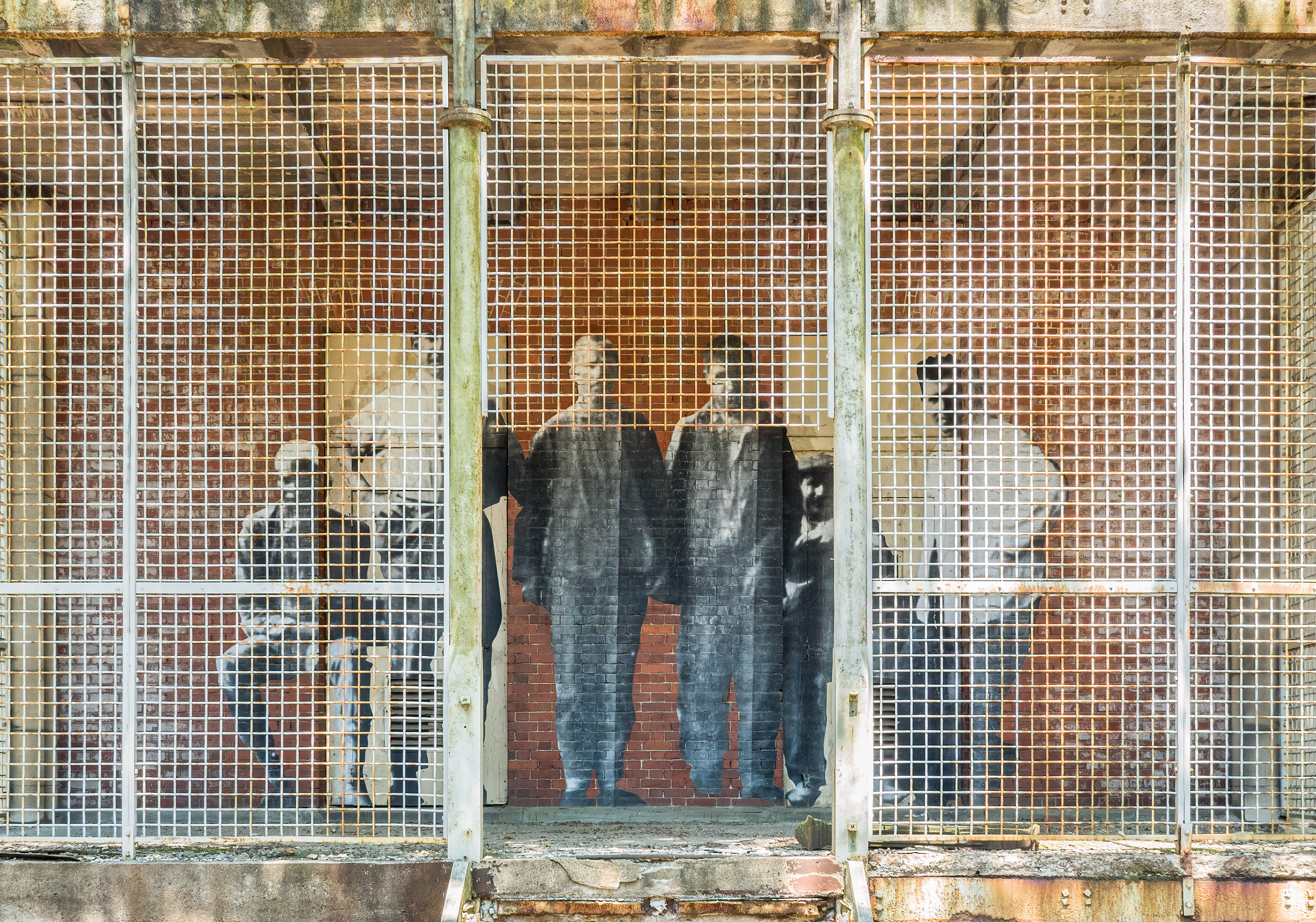
Autre œuvre de JR à Ellis Island, réalisée 2014.

En 2001, il trouve un appareil-photo dans le métro parisien, et parcourt l’Europe à la rencontre de ceux qui s’expriment sur les murs et les façades qui structurent les villes. Observant les gens qu’il rencontre et écoutant leur message, il colle leurs portraits dans les rues, les sous-sols et sur les toits de Paris. 
En 2004, JR réalise l'exposition Toit et moi, associé avec l’artiste Prune Nourry qui est devenue sa fiancée. Les sculptures de celle-ci étaient positionnées sur les toits parisiens puis photographiées par JR. 
De 2004 à 2006, à la suite d'une proposition de Ladj Ly (Kourtrajmé), il réalise Portrait d’une génération, des portraits de jeunes de banlieue qu’il expose, en très grand format, sur les murs de la cité des Bosquets de Montfermeil, . Ce projet illégal devient officiel lorsque la mairie de Paris affiche les photos de JR sur ses bâtiments. Dès ces premiers projets, l'artiste affirme vouloir amener l'art dans la rue : « Je possède la plus grande galerie d’art au monde : les murs du monde entier. J’attire ainsi l’attention de ceux qui ne fréquentent pas les musées habituellement. » Ce travail initie son usage de la photographie mettant en lumière les clichés que l'image véhicule tout en les exploitant.
En 2005, il participe au long-métrage Sheitan de Kim Chapiron (Kourtrajmé), avec Vincent Cassel, comme photographe de plateau, et rencontre Shepard Fairey, Blu, Zevs, Blek le rat, Influenza, The London Police entre autres, pour réaliser un reportage sur les activistes urbains internationaux.
Au cours de l’année 2007, avec Marco il réalise Face 2 Face, « la plus grande expo photo illégale jamais créée ». JR affiche d’immenses portraits d’Israéliens et de Palestiniens face à face dans huit villes palestiniennes et israéliennes et de part et d’autre de la barrière de sécurité. Dès son retour à Paris, il colle de nouveau ces portraits dans la capitale. Pour JR, cette action artistique est avant tout un projet humain : « Les héros du projet sont tous ceux qui, des deux côtés du mur, m'ont autorisé à coller sur leur maison ».
Dans ce cadre de Face 2 Face, le quotidien Libération consacre le 17 novembre 2007 un numéro spécial à JR accompagné d'expositions d'affiches de JR dans Paris.

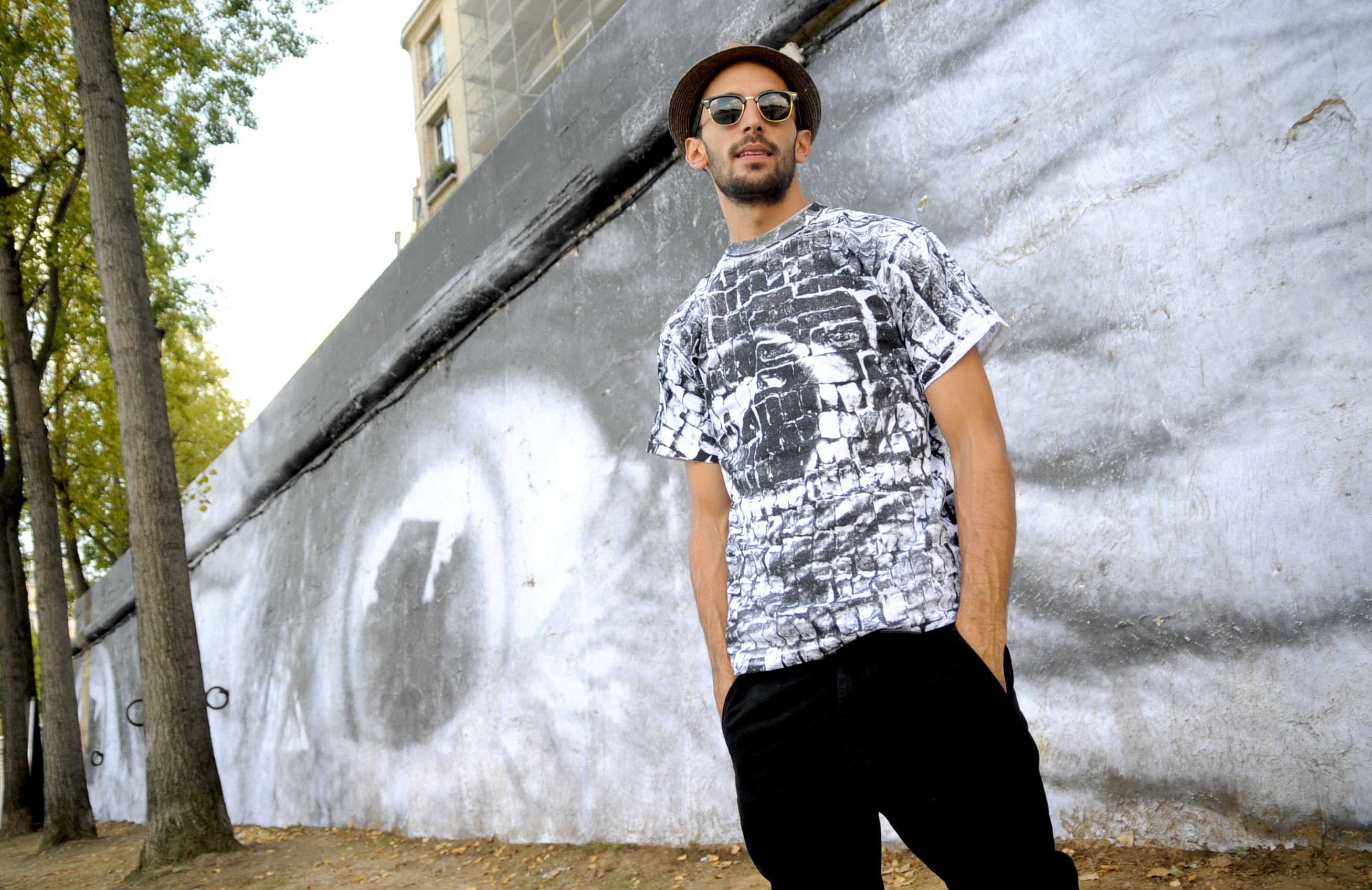
JR sur l'île Saint-Louis à Paris en 2009.

En 2008, pour rendre hommage à celles qui occupent un rôle essentiel dans les sociétés, mais qui sont les principales victimes des guerres, des crimes, des viols ou des fanatismes politiques et religieux, JR a recouvert l’extérieur de la favela Morro da Providência, à Rio de Janeiro, d’immenses photos de visages et de regards de femmes. « C’est un projet fait de bric et de broc, comme la favela elle-même. On s’est adapté à l’environnement dans cet univers où les toits des maisons sont en plastique et les revolvers des enfants en acier. On s’est débrouillé malgré les rues en pentes, les maisons chancelantes, les câbles électriques imprévisibles et les échanges de tirs qui traversent parfois plusieurs maisons », dit JR. Jusqu’en 2010, l’artiste poursuit ce projet à travers le monde (Sierra Leone, Liberia, Kenya, Inde, Cambodge). JR décide de faire de ce projet un film documentaire intitulé Women Are Heroes. En 2010, le film est sélectionné par la Semaine de la Critique, en association avec la Sélection Officielle du Festival de Cannes et concourt pour la Caméra d'or. Le projet Women Are Heroes a contribué à l’obtention du TED Prize que JR recevra en 2011. En 2014, un regard de femme est collé sur un porte-conteneur au Havre, et voyage jusqu’en Malaisie. La même année, JR met en place le projet The Wrinkles of the City qui vise à révéler l’histoire et la mémoire d’un pays à travers les rides des habitants de plusieurs pays. L’artiste choisit des villes ayant connu des bouleversements telles que Carthagène en Espagne, Shanghai, La Havane, Los Angeles, Berlin ou Istanbul. En 2012, accompagné du peintre José Parla, JR amène Wrinkles of the City à travers La Havane.
En septembre 2010, sur invitation du Festival images (Vevey, Suisse), JR commence le projet Unframed. Pour la première fois de son parcours artistique, JR n'utilise pas ses propres images mais celles de la grande Histoire de la photographie. Après avoir obtenu l’autorisation des différents ayant droit, JR agrandit des photos de Robert Capa, Man Ray, Gilles Caron ou Helen Levitt et les applique sur des façades des bâtiments de Baden-Baden, Marseille, São Paulo, Grottaglie en Italie et Washington DC. En août 2014, JR est invité à travailler sur la partie abandonnée d'Ellis Island. Il explore les archives d'Ellis Island et créé une vingtaine de collages sur les bâtiments de l'île.

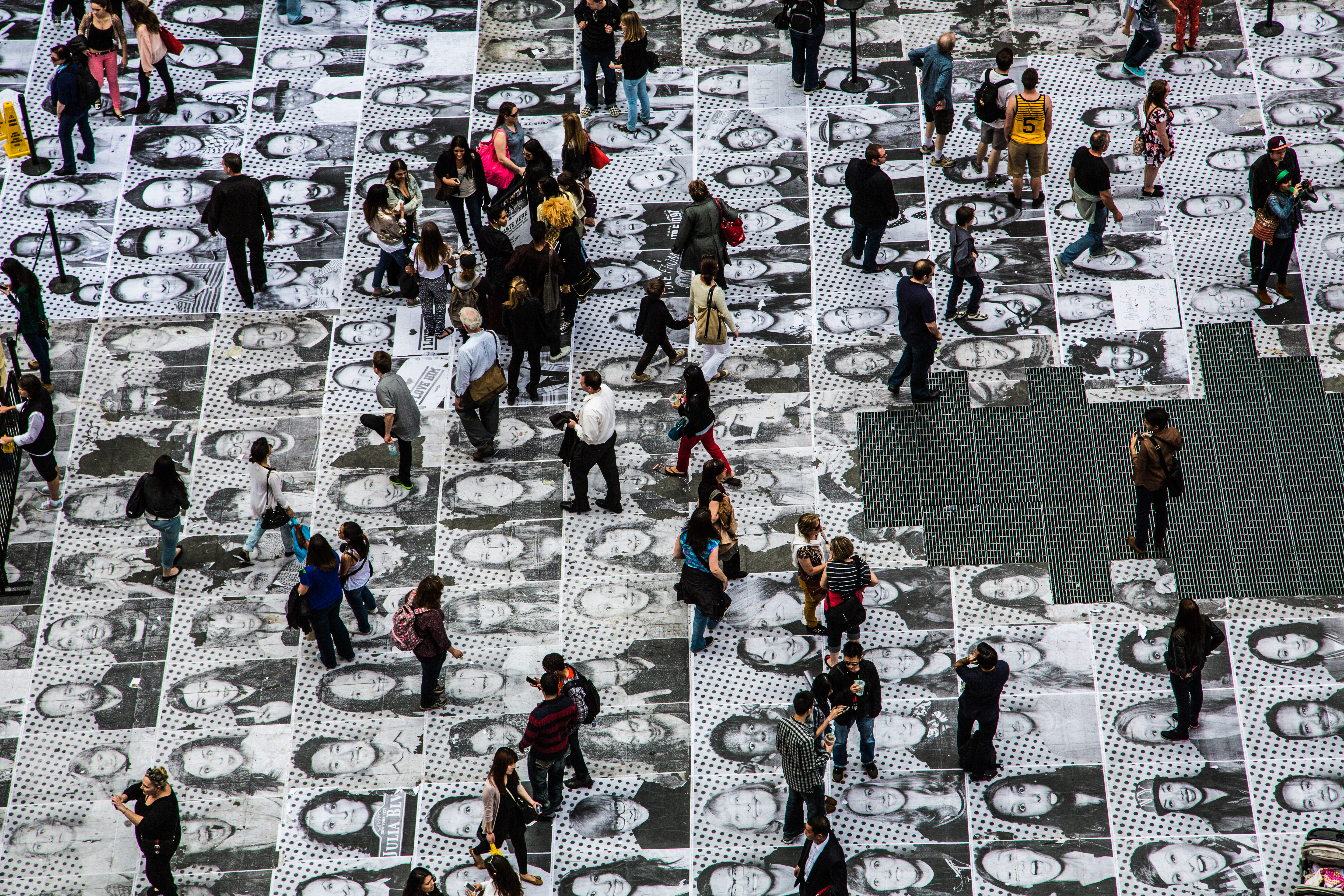
Projet Inside Out à New York en 2013.

Le 2 mars 2011, lors de la conférence TED à Long Beach, en Californie, JR a appelé à la création d'un projet d'art global — Inside Out Project (IOP) — inspiré par ses collages de rue grand format, le concept du projet est de donner à chacun la possibilité de partager avec le monde son portrait et un message. Inside Out offre aux particuliers et groupes du monde entier un nouveau moyen de faire passer un message. Ce projet est pour lui une manière « de rendre hommage à ceux qui ont eu la volonté et le courage de changer le monde et d’affirmer encore que la grande histoire est faite des petites ». N'importe qui peut participer, et est mis au défi d'utiliser des portraits pour partager les histoires de personnes de leurs communautés. Leurs actions sont documentées, archivées et exposées en ligne sur le site insideoutproject.net. Plus de 300 000 posters ont été envoyés dans plus de 129 pays depuis mars 2011. Les cabines photographiques Inside Out apportent le projet dans la rue - et permettent au public de participer instantanément et gratuitement. Des dizaines de milliers de portraits ont été imprimés dans ces Cabines Photographiques situées partout dans le monde, dans des endroits tels que le Centre Pompidou (Paris), à Londres et Amsterdam, au Japon, à Dallas ainsi qu’aux Rencontres de la Photographie à (Arles), plusieurs villes en Israël et en Palestine, à Abu Dhabi, à la Galerie Perrotin (Paris). En juin 2014, avec Au Panthéon !, il recouvre de 4 000 visages la nef et la bâche abritant le Panthéon à Paris durant ses travaux de réfection.
En avril 2014, JR présente la première des Bosquets, ballet qu’il a créé en collaboration avec le New York City Ballet, sur une musique originale de Woodkid, avec le danseur Lil Buck. Pour ses débuts en tant que chorégraphe, il réunit 42 danseurs sur scène. En s'appuyant sur la représentation du ballet, JR réalise un court métrage qui nous immerge au sein de la communauté des Bosquets à Montfermeil, un endroit où l’art, l’agitation sociale et le pouvoir de l’image s’entremêlent. Sur une musique de Pharrell Williams, Hans Zimmer et Woodkid, JR souhaite montrer que le désir d’exister dans ces quartiers peut être une façon de combattre la précarité et de créer du beau où l'on ne l'attend pas.[non neutre].
En 2015, JR signe le film Ellis, hommage consacré aux immigrants passés par Ellis Island. Ce court-métrage, écrit par Eric Roth, a pour unique acteur Robert De Niro, la musique étant quant à elle signée par Woodkid et jouée par Nils Frahms. En décembre, JR réalise une projection vidéo projetée sur l’Assemblée nationale de Paris en collaboration avec le cinéaste Darren Aronofsky. Ce projet, intitulé The Standing March, prenait sens en révélant une foule de gens qui interpellaient les politiques de manière solidaire, au moment de la COP21, au moment où les manifestations et les regroupements étaient interdits à la suite des attentats terroristes du 13 novembre. 
JR commence l'année 2016 avec son exposition-atelier « Vous êtes ici » à la Galerie des enfants du Centre Pompidou. Cette œuvre participative permet aux plus jeunes de devenir des colleurs d'un jour. Ensemble, les enfants participent à la création d'une ville à leur échelle, aux couleurs des pays traversés par JR et des photographies qui en témoignent. D'image en image, le visiteur se promène entre ces architectures, se retrouvant tantôt au Kenya, tantôt à Shanghai ou à Paris. À partir du 25 mai 2016, JR est l'invité du Louvre pour une installation, de type anamorphose, sur l'un de ses symboles, la pyramide du Louvre. Toujours en 2016 il recouvre une palissade avec 65 photos de sevrannais entourant le chantier de la nouvelle Maison de quartier de Rougement à Sevran. En 2016, dans le cadre d'une commande publique, il a réalisé pour la Chalcographie du Louvre deux héliogravures intitulées Le Louvre revu par JR, 19 juin 2016 et JR au Louvre.
JR comptait parmi les artistes représentés au musée du Graffiti à Paris de 2017 à 2018, L'Aérosol, Maquis-art Hall of Fame organisé par maquis-art.
En 2017, il co-réalise Visages, villages avec Agnès Varda.
Il réalise aussi The picnic at the border à la frontière entre les États-Unis et le Mexique.
En mars 2018, il participe à la décoration du restaurant le Reffetorio, c'est le nom du restaurant solidaire qui a ouvert ses portes le 15 mars dernier à Paris. Le chef italien Massimo Bottura a installé son « réfectoire » au Foyer de la Madeleine, dans les cryptes de l'église. Cent repas concoctés à partir d'invendus seront servis aux personnes démunies, aux migrants, et aux SDF. JR décore cet espace avec des tables en bois clair, des lumières tamisées et des sculptures en forme de nuage.
En 2019, il fait une impression sur la pyramide du Louvre comme si la pyramide sortait du sol.
En 2020, il photographie 150 citoyens de la Convention citoyenne pour le climat sur la façade du Conseil économique, social et environnemental et recouvre l'Opéra Bastille de portraits du personnel soignant, réalisés par Adrien Lachappelle, David Huguonot et Nathalie Naffzger.

## Accueil critique

### Critiques positives
Le 1er octobre 2009, dans le journal Le Monde, Martine Valo décrit son travail comme « révélateur d'humanité ».
En octobre 2009, Fabrice Bousteau le présente comme « celui que l'on nomme déjà le Cartier-Bresson du XXIe siècle ».
Le 15 juillet 2010, lors d'une émission de radio à San Diego en Californie, l'artiste Shepard Fairey affirme : « JR est actuellement l'artiste de rue le plus ambitieux ».
Le 13 août 2015, le journaliste Jesse McCarthy qualifie JR de “jeune artiste français et humaniste imperturbable qui se fait connaître par le surnom “JR” et qui a émergé ces dernières années comme l’une des figures les plus ambitieuses du monde de l’art". 

### Critiques négatives
En mars 2014, dans Les Inrockuptibles, Jean-Max Colard qualifie son installation au Panthéon de « démagogique ». Le même magazine l'accuse également de « transformer la pratique sauvage et rebelle du graffiti et de l'affichage en un art légal, pompier et officiel ». JR répond à ces critiques en notant que « le symbole n'est pas le même suivant l'endroit où [l'on se] trouve. En Tunisie, des jeunes ont remplacé les photos de Ben Ali par leur portrait, c'est un acte politique. En Russie, des gens sont allés en prison pour avoir collé leur portrait aux murs ».
En avril 2014, Fanny Erlandis pour Slate juge que son projet Not A Bug Splat est « Ultra-démago ».
À l'été 2015, son projet au titre évocateur AV et JR deux artistes en goguette soulève incompréhension et critiques acerbes. Le projet, porté par des artistes aisés, fait appel à la générosité publique d'une plateforme de financement participatif — type de financement plutôt réservé au lancement de nouveaux artistes. Les médias qualifient le projet et sa démarche, au mieux de candides et maladroits, au pire de condescendants et démagogiques,. Le projet débouche finalement sur le long-métrage documentaire Visages, Villages, qui reçoit, lors de sa sortie en début d'été de l'année 2017, un accueil plutôt favorable à la fois critique et public.

### Récompenses
Le 20 octobre 2010, JR se voit décerner le prix TED, pour l'année 2011 pour lequel il reçoit une bourse de 100 000 dollars assortie d'un « Vœu pour changer le monde » ; il utilise cet argent pour créer Inside Out, un site Internet qui permet de faire imprimer et de recevoir des collages de leur portrait, que les personnes intéressées doivent elles-mêmes installer : fin 2015, 300 000 personnes issues de 120 pays l'ont expérimenté.
En 2013 JR se vit attribuer le prix de l'UNESCO et l'ordre des architectes.
Le film Faces, réalisé par Gérard Maximin sur le projet Face2Face de JR et Marco est plusieurs fois primé.[réf. nécessaire]
En 2017, le film Visages, villages, coréalisé avec Agnès Varda, reçoit L'Œil d'or au Festival de Cannes.

## Projets
- Expo 2 Rue : Avec ce projet, l'artiste de rue JR commence à coller des photocopies de ses photographies sur les murs, en utilisant les rues comme une galerie ouverte à tout le monde.

- 28 Millimètres[73] : « J’aimerais amener l’art dans des endroits improbables, créer avec les communautés des projets tellement grands qu’ils forcent le questionnement. Tenter dans les zones de tensions comme le Moyen Orient ou le Brésil qui sont fortement médiatisées, de créer des images qui offrent d’autres points de vue que celles, réductrices, des médias globalisés. »[65]

- Portrait d'une génération : Le projet Portrait d'une génération constitue la première étape du projet 28 Millimètres. À la suite d'une première exposition sauvage sur les murs de la Cité des Bosquets, JR s'installe en plein cœur de ce quartier et de la cité voisine de la Forestière à Clichy-sous-Bois[74], épicentres des émeutes de 2005 dans les banlieues françaises[74].

- Face2Face : Le projet Face2Face[75],[76] est un projet artistique participatif pour dépasser les clichés et les préjugés. Des hommes et des femmes Israéliens et Palestiniens, exerçant le même métier, acceptent ainsi de pleurer de rire, de crier ou de grimacer devant l'objectif de JR. Les 41 portraits réalisés sont collés face à face, dans des formats monumentaux des deux côtés du mur de séparation et dans plusieurs villes alentour. Le film Faces réalisé par Gérard Maximin sur l’action menée au Moyen-Orient par JR et Marco obtient par la suite de nombreux prix.

- Inside Out : le projet Inside Out a été créé lorsque JR se voit décerner le prix TED, pour l'année 2011 pour lequel il reçoit une bourse de 100 000 dollars assortie d'un « vœu pour changer le monde » ; il utilise cet argent pour créer Inside Out, un site Internet qui permet de faire imprimer et de recevoir des collages de leur portrait, que les personnes intéressées doivent elles-mêmes installer : fin 2015, 300 000 personnes issues de 120 pays l'ont expérimenté.

| Festivals                             | Lieux     | Pays     | Récompenses                     |
| ------------------------------------- | --------- | -------- | ------------------------------- |
| IDFA                                  | Amsterdam | Pays-Bas | Sélection Joris Ivens           |
| FIFDH                                 | Genève    | Suisse   | Récompense Spéciale du Jury     |
| Open Doek Festival                    | Turnhout  | Belgique | Récompense du film Documentaire |
| Internatinal Festival of Muslim Films | Kazan     | Russie   | Récompense du film Documentaire |
| Festival Européen 4 Écrans            | Paris     | France   | 5 Nominations                   |
| FFDPM - Human Rights Festival         | Montréal  | Canada   | Prix du Festival                |
| CMCA - Film Méditerranéen             | Marseille | France   | Récompense Art et Culture       |
| CMCA - Film Méditerranéen             | Marseille | France   | Récompense TV5 Monde            |
| SCAM                                  | Paris     | France   | Étoile de la SCAM               |

- Women Are Heroes : JR a voulu rendre hommage à « celles qui occupent un rôle essentiel dans les sociétés, les femmes, qui sont souvent les cibles de conflits, victimes de guerre, de crimes, de viols ou de fanatismes politiques et religieux[29] ». « En cherchant ce qui est commun dans leur regard, JR tente de se rapprocher de ce qui est universel : l’humain[77] ». Ce projet lui permet de « faire voyager leur histoire[77] », leurs redonner une place et montrer au monde qu'elles existent. Il réalise un long métrage constitué d’images de la production des photos, l'installation de ces portraits de femmes dans les espaces urbains et la réaction des habitants, pris pour la sélection officielle du Festival de Cannes 2010[78], représenté au cours de la Semaine de la critique, en compétition pour la Caméra d’or[79].

- The Wrinkles of The City (Les sillons de la ville) : il photographie et colle des portraits, sur les murs de plusieurs villes, de ses habitants les plus âgés, « qui incarnent la mémoire de la ville, marquée par les cicatrices de l'histoire, son expansion économique et les mutations socioculturelles[80] ». En 2008, à Carthagène en Espagne. En 2010-2011, le projet « The Wrinkles of the city » (Les sillons de la ville) s'étend à Shanghai, en Chine, dans le cadre de la Biennale d'art contemporain au Musée des Beaux Arts. Puis à Los Angeles, aux États-Unis, à La Havane à Cuba (2012), Berlin en Allemagne (2013), et Istanbul en Turquie (2015).

- Unframed : En septembre 2014, sur invitation du festival Images de Vevey en Suisse, JR n'utilise pas ses propres photographies mais des séries tirées des collections du musée de l'Élysée de Lausanne. Après avoir obtenu les droits des différents ayants droit, il agrandit des photos de Robert Capa, Man Ray, Gilles Caron ou Helen Levitt et les applique sur des façades de bâtiments de la ville. Il installe un minaret de 50 mètres de haut collé sur la tour en béton de l'ancien moulin, et ceci une année après l'acceptation de l'initiative populaire « Contre la construction de minarets ». Les citoyens veveysans avaient refusé l'initiative à plus de 57,5 %[81]. Le festival Images est spécialisé dans la photographie monumentale en plein air.

- Inside Out : Le 2 mars 2011, JR fait un discours à Long Beach à la conférence du TED Prize dont il a reçu « Un vœu pour changer le monde », qui lui donne la possibilité d'imaginer et de mettre en place un projet artistique à grande échelle. Les photographies numériques, mises en ligne sur le site insideout, seront imprimées en format affiche et renvoyées aux participants de ce projet pour qu’ils les collent et les exposent dans leurs propres communautés.

- Artocratie en Tunisie : En référence à ses origines, JR, accompagné de six photographes tunisiens a parcouru la Tunisie post-révolutionnaire pour en recueillir cent portraits noir et blanc et les afficher dans l'espace public. À la place de ces portraits, depuis plus de 50 ans, n'avait été exposé que le portrait du président Ben Ali. Cependant, dans certaines villes, les portraits ainsi affichés dans l'espace public ont été décollés et déchirés par la population[82].

- AV et JR deux artistes en goguette est un projet en coopération avec Agnès Varda financé grâce à la plateforme de financement participatif KissKissBankBank dont l'objectif annoncé est de prendre en photo les gens du Lubéron et d'afficher les portraits sur les murs des petits villages. L'appel à la générosité des gens pour le financement de ce projet a été critiqué, notamment dans Libération[83],[84],[70].
- En 2023 le street artist JR était de retour à l'Opéra Garnier pour l'acte II de son projet, intitulé "Chiroptera". Associé avec Thomas Bangalter pour la création musicale et Damien Jalet pour la chorégraphie, JR a proposé une performance de 153 danseurs, avec un rideau trompe-l'œil et mettant en avant la tension entre lumière et obscurité[85].

## Expositions
- 2003
  - La Loge, Paris
- 2004
  - The Arcade, Manhattan, New-York
- 2005
  - Les Muses, Paris
  - Montanashop, Barcelone
  - CircleCulture, Berlin
- 2006
  - Wuppertal, Allemagne
  - 11 Spring, Manhattan, New York
  - Murs de l'Espace des Blancs Manteaux, Paris
  - Parvis de l'Hôtel de Ville, Paris
  - Murs de la Maison européenne de la photographie, Paris
- 2007
  - Artcurial, Paris, France
  - Biennale de Venise, Arsenal, Italie
  - Foam - Musée de la Photographie, Amsterdam, Pays-Bas
  - Rencontres d'Arles, Photographie, Arles, France
  - Artitud, Berlin, Allemagne
- 2008
  - Tate Modern, Londres
  - Bruxelles, Belgique
  - Cartagena, Espagne
  - Rath Museum, Genève
  - 28 MM à Lazarides Gallery, Londres
- 2009
  - Paris, Île Saint-Louis, France, Pavillon de l'Arsenal, Mairie du 4e[86]
  - Arles, France, les Rencontres de la photographie
  - Rio de Janeiro, Brésil, Casa França Brazil
- 2010
  - Shanghaï, Chine, Biennale d’Art Contemporain
  - Shanghaï, Chine, Galerie Magda Danysz
  - Vevey, Suisse, Festival Images
  - San Diego, États-Unis, MCASD, Musée d’Art Contemporain
  - Los Angeles, États-Unis, Pop up Gallery, Downtown
  - Düsseldorf, Allemagne, Galerie Springmann
  - Festival de Cannes, 18 mai – Projection du film Women are Heroes
  - Istanbul, Turquie, Festival Images
  - Rillieux-la-Pape, France, Cripss
- 2011
  - Arles, exposition et projection aux Rencontres d'Arles
  - Paris, France, galerie Emmanuel Perrotin
  - Emirati Expressions, Abu Dhabi
  - Centre Pompidou, Paris
  - Miami Art Basel, Perrotin Gallery, "Wall and Papers"
  - Musée d'art contemporain de Los Angeles, MOCA Museum, Los Angeles
  - TED PRIZE 2011
- 2012
  - Festival Images, Vevey, Suisse
  - Galerie Emmanuel Perrotin, Hong Kong
- 2013
  - Lille, France, Happy Birthday 25 ans Galerie Perrotin au Tri Postal
  - Lazarides Rathbone, Londres
  - Unseen Photo Fair, Amsterdam
  - Contemporary Arts Center, Cincinnati
  - Bryce Arts Center, New York
  - La Friche Belle de Mai, Marseille
  - Springmann Gallery, Berlin
  - Musée Watari-Um, Tokyo
- 2014
  - Dallas Contemporary, Dallas
  - Musée Frieder-Burda, Baden-Baden, Allemagne
  - Magda Danysz Gallery, Shanghai
- 2015
  - HOCA, Hong Kong
  - Galerie Emmanuel Perrotin, Hong Kong
  - CAC, Malaga
  - Galerie Emmanuel Perrotin, Paris
  - Tri Postal, Lille
  - Nuit Blanche, Toronto
- 2016
  - « Vous êtes ici », exposition-atelier à la Galerie des enfants, Centre Pompidou, Paris, France
  - « 24 heures au musée du Louvre », programmation dans l’auditorium et dans le musée, installation sur la Pyramide, musée du Louvre, Paris, France
- 2017
  - " Chroniques de Clichy-Montfermeil", exposition au Palais de Tokyo, Paris, France[87]
- 2018
  - « Regards », exposition dans 11 stations du métro parisien, RATP.

### Expositions personnelles
- Tehachapi, Galerie Perrotin, Paris, du 29 août au 10 octobre 2020[88]
- Dans la lumière, Galerie Perrotin, Paris, du 7 juin au 27 juillet 2024[89]

## Publications
- Carnet de Rue, Édition Free Presse, 2004
- Portrait d'une Génération, Éditions Alternatives, 2005
- Face 2 Face, Éditions Alternatives, 2007
- Outsiders, Art by People, compiled by Steve Lazarides, Éditions Century, 2008
- JR / 28 Millimeters, a journey through JR's 28 mm projects, Éditions Lazarides Gallery, Londres, 2008
- Los Surcos de la Ciudad, Drago, 2008
- JR, Éditions Pyramyd, 2009
- 28 Millimètres, Women are Heroes by JR, Éditions Alternatives, 2009
- Qu’est ce que la photographie, Beaux Arts / TTM Éditions, 2009
- 60 Innovators Shaping our Creative Future, Éditions Thames & Huston, 2009
- Beyond the Street : « The 100 Leading Figures in Urban Art », Éditions Gestalten, 2010
- Design&Designer, Éditions Pyramyd, no 075, 2010
- Hors Série #4 Trois Couleurs, Numéro Spécial JR, Édité par MK2, 2010
- 28 Millimètres, Women are Heroes by JR, Éditions Alternatives, 2e Édition, 2010
- Wrinkles of the City - Shanghai, Drag, 2010
- Artocratie en Tunisie, JR + Marco Berrebi, Éditions Alternatives, 2011
- Wrinkles of the City - La Havana, JR + José Parlá, Damiani & Standard Press, 2012
- Wrinkles of the City - Los Angeles, JR + Louise Berrebi, Drago, 2013
- Instaphotographers 2014, JR et 49 autres photographes instagrameurs. Jérémie Leclercq, 2014
- Wrinkles of the City, Gallimard, coll. « Arts urbains - Alternatives », 2015
- Dans l’objectif de JR. Pour les 11-15 ans, publié par Pyramides Éditions, 2015
- JR: Can Art Change the World?, Phaidon, 2015
- JR: Momentum, la mécanique de l'épreuve, Éditions Clémentine de la Féronnière, 2018
- JR, t. 58, Reporters sans frontières (RSF) / édition illustrée, coll. « 100 photos pour la liberté de la presse », 5 juillet 2018, 144 p. (ISBN 978-2362200526)[90].

## Filmographie
Sauf indication contraire, les informations mentionnées dans cette section peuvent être confirmées par les bases de données cinématographiques  présentes dans la section « Liens externes ».

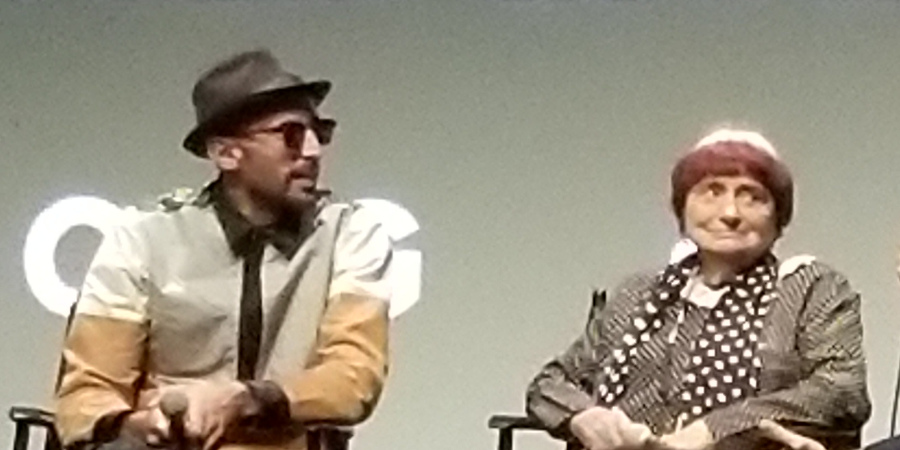
JR avec Agnès Varda.

- 2011 : Women Are Heroes, réalisé par JR, Semaine de la Critique au Festival de Cannes 2010
- 2013 : Inside Out: The People's Art Project, réalisé par Alastair Siddons, première diffusion sur HBO
- 2013 : Wrinkles of the City - Havana, réalisé par JR et José Parlá
- 2014 : Les Bosquets, réalisé par JR « Rivages », réalisé par Guillaume Cagniard
- 2015 : The Standing March, COP 21 Project, JR et Darren Aronofsky, Paris, France
- 2015 : Ellis, réalisé par JR, écrit par Eric Roth, avec Robert de Niro
- 2015 : Walking New York, court métrage de 7 min, coréalisé avec Chris Milk et M. Zach Richter
- 2017 : Chroniques de Clichy-Montfermeil, documentaire, coréalisé avec Ladj Ly[91]
- 2017 : Visages, villages, documentaire coréalisé avec Agnès Varda (89 min)
- 2020 : Omelia contadina, court métrage de 9 min, coréalisé avec Alice Rohrwacher
- 2021 : Paper & Glue, documentaire
- 2024 : Tehachapi, documentaire sur l'univers carcéral aux États-Unis (92 min) (sorti en salles le 12 juin 2024[92])
- 2024 : Allégorie citadine, court métrage de 21 min, coréalisé avec Alice Rohrwacher

## Distinctions
Le documentaire Visages, villages (2017), co-réalisé avec Agnès Varda, est notamment sélectionné au Festival de Cannes 2017 (hors compétition) et est nommé pour le César du meilleur film documentaire et l'Oscar du meilleur film documentaire en 2018.[réf. nécessaire]